# Enoplia
Enoplia é uma subclasse de vermes cilíndricos ecdizoários do filo Nematoda, classe Adenophorea.

## Ordens
- Dorylaimida
- Enoplida
- Mermithida
- Muspiceida
- Trichurida
- Trichocephalida